# Tangvayosaurus hoffeti
Il tangvayosauro (Tangvayosaurus hoffeti) è un dinosauro erbivoro appartenente ai sauropodi. Visse verso la fine del Cretaceo inferiore (Aptiano/Albiano, circa 110 milioni di anni fa) e i suoi resti sono stati ritrovati in Asia sudorientale (Laos).

## Descrizione
Questo dinosauro doveva avere dimensioni medie per un sauropode, e la lunghezza doveva aggirarsi intorno ai 15 metri. I resti fossili (appartenenti a due esemplari) sono incompleti, e mancano del cranio, ma permettono di ricostruire un dinosauro dalla corporatura robusta, dal collo lungo e dagli arti colonnari. Le vertebre dorsali sono incomplete e non è chiaro se avessero spine neurali biforcute o meno, mentre le vertebre caudali erano concave ad entrambe le estremità articolari (anficele).

## Classificazione
Tangvayosaurus è stato descritto per la prima volta nel 1999, ed è stato attribuito ai titanosauri, un grande gruppo di sauropodi caratteristici del Cretaceo, a causa di alcune caratteristiche del bacino. In particolare, Tangvayosaurus sembrerebbe essere stato uno dei membri più primitivi, e uno dei suoi più stretti parenti potrebbe essere stato Phuwiangosaurus sirindhornae, un altro sauropode del Cretaceo indocinese, vissuto qualche milione di anni prima. I due animali sono distinti, tra l'altro, per alcuni dettagli dell'ischio e del pube.